# Střecha šedová

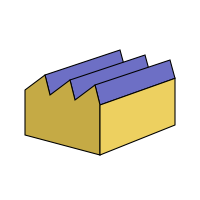
Pilová střecha

Pilová nebo také šedová střecha vzniká opakováním střech pultových nebo asymetrických sedlových. Používala se historicky na rozlehlých jednopodlažních továrních halách, dílnách apod. Svislé části střechy zároveň často sloužily jako světlíky pro horní osvětlení. Pokud má pilová střecha zakřivenou plochou nazýváme ji šedovou střechou.

## Historie
Pilovitá střecha tvořená řadou hřebenů s dvojím sklonem na obou stranách má strmější plochy prosklené a směřující k jihu, aby chránily pracovníky a stroje před přímým slunečním světlem. Tento typ střechy propouští přirozené světlo do budovy nebo továrny s velkou podlahovou plochou. 

### Výhody
Předtím, než koncem 19. století nahradilo denní světlo elektrické světlo, bylo nezbytné zohlednit výhodu denního osvětlení. Jejich výhodou je, že osvětlení je umožněno přirozeným dopadem světla ze severu bez oslnění nebo vzniku vržených stínů. Dalším pozitivním efektem orientace pilových střech na sever je minimalizace nežádoucího tepla; přímé sluneční záření je relativně nízké. Historicky se používaly v průmyslových a výrobních budovách jako primární zdroj světla. Někteří architekti se domnívají, že pilové střechy vypadají nejlépe, když jsou seskupeny do řad po třech nebo více.
Pilové střechy umožňují efektivnější využití světlé výšky a podlahové plochy. Do konstrukce střechy lze snadno instalovat nosníky, sloupy a atraktivní výškové prvky. Pilové střechy poskytují ve srovnání s plochými střechami maximální světlou výšku.

### 19. století
Britskému inženýrovi a architektovi Williamu Fairbairnovi se někdy připisují první návrhy takzvaného principu šedových střech pravděpodobně již v roce 1827. Ve své knize Treatise on Mills and Millwork z roku 1863 Fairbairn uvádí: "Současně s architektonickými vylepšeními továren [z roku 1827] se začal používat princip přístřešku osvětleného ze střechy neboli systém "pilového zubu". Tento systém byl přizpůsoben hlavně pro tkalcovské stavy..." Během průmyslové revoluce se rychle ujal pro mnoho nových továren s denním světlem, kde bylo pro výrobní proces nezbytné dobré přirozené osvětlení a kde bylo zapotřebí velkých uzavřených ploch pro umístění strojů. První doložený příklad lze nalézt na tkalcovské hale (a možná také na česací hale) v  Saltaire Mills Tita Salta u Bradfordu, které byly založeny v roce 1851.

### Úpadek a opětovné přijetí

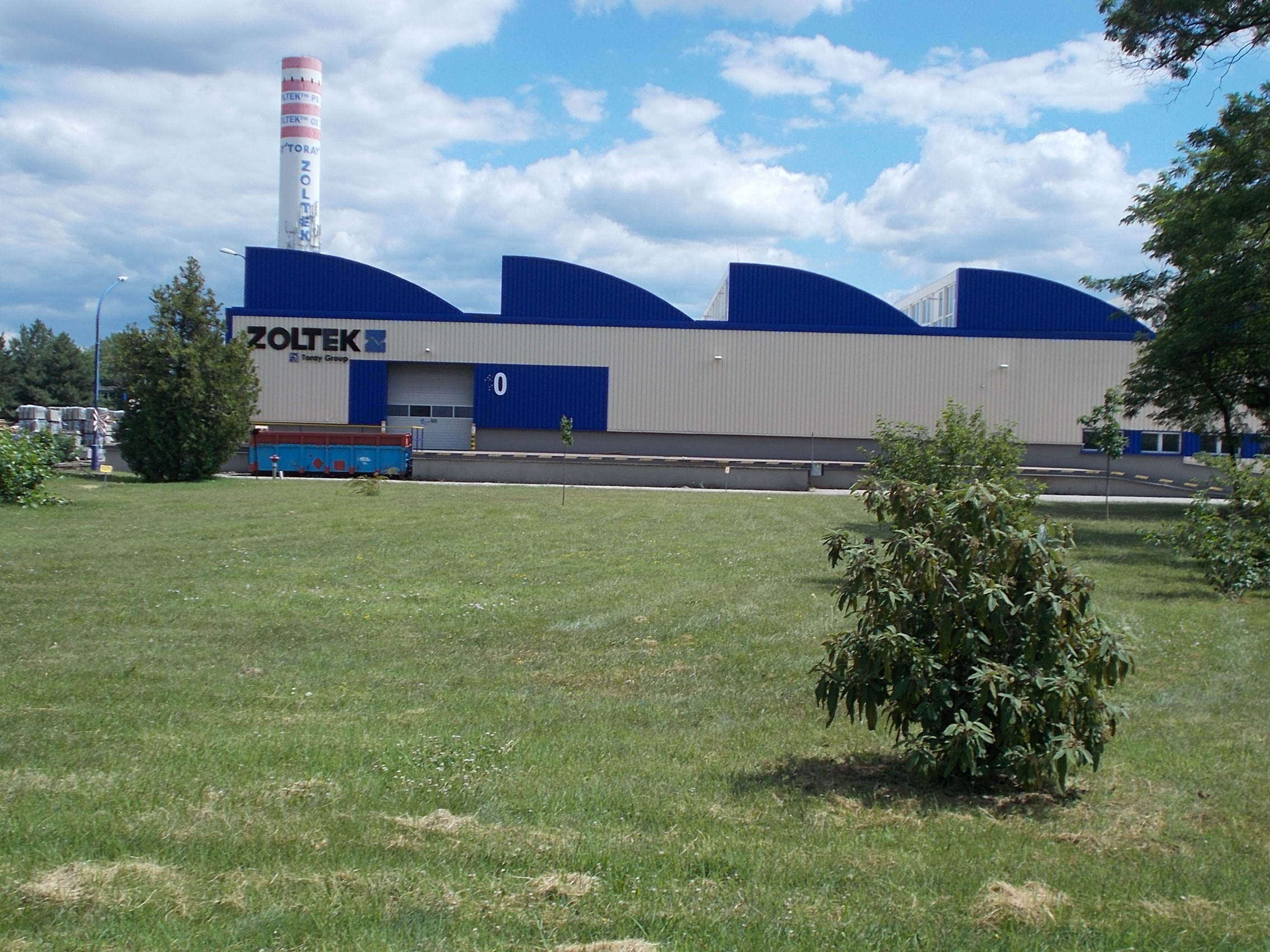

Po rozšíření umělého osvětlení došlo k útlumu jeho používání, ale v poslední čtvrtině 20. století a na počátku 21. století se tento design znovu objevil, protože architekti a designéři přikládali větší význam a hodnotu zavádění přirozeného světla do budov kvůli efektivitě životního prostředí.
Mezi důvody obnoveného zájmu o denní osvětlení patří vysoké náklady na fosilní paliva a vědomí, že zdroje elektrické energie mají omezenou životnost. Méně hmatatelné aspekty denního osvětlení se týkají spíše lidského ducha a kvality života.
Pilový design, který je často k vidění na střechách továren, si získal chválu pro svůj potenciál obnovitelné energie. Porotci ceny britského stavebního průmyslu uznali, že tento výrazný tvar nabízí potenciál pro instalaci solárních panelů.
Pilové střechy, u nichž se neprůhledné modulární prvky kombinují s průhlednými plochami, ať už šikmými, nebo v různých tvarech, se opět staly rozšířenými. Přesné dimenzování těchto střech je nesmírně důležité jak z hlediska úspory energie díky snížení spotřeby elektrické energie potřebné pro umělé osvětlení, tak z hlediska kvality osvětlení.